# Olympiahalle
El Olympiahalle es un pabellón multifuncional ubicado en el Olympiapark de la ciudad de Múnich, Alemania. Es usado para conciertos, eventos deportivos y exhibiciones, para los cuales cuenta con una capacidad que varía entre los 12.000 y 15.500 personas.

## Antecedentes

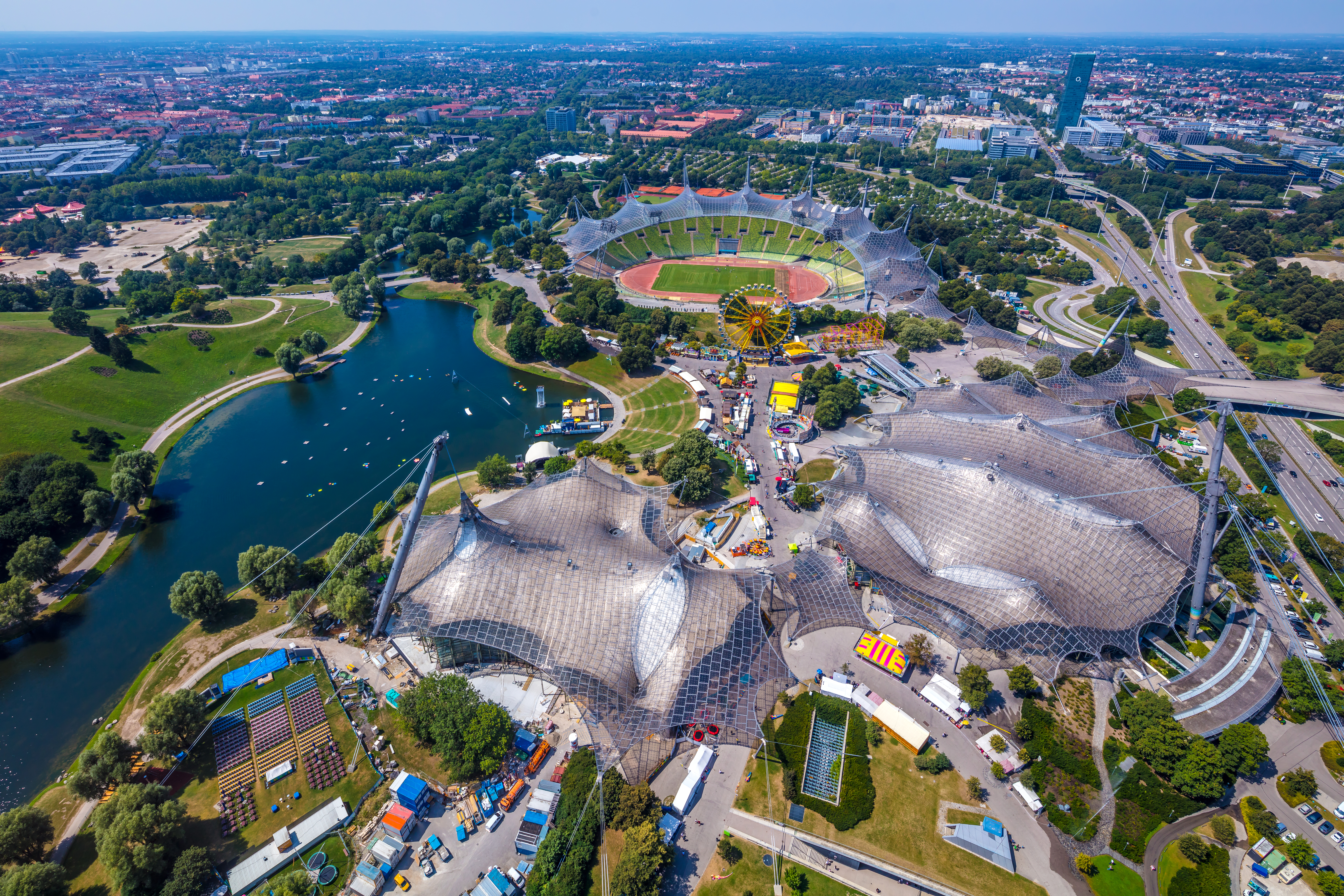
El Parque Olímpico en 2018 con el Olympiahalle a la derecha.

Inaugurado para albergar competiciones deportivas de los Juegos Olímpicos de Múnich 1972, el Olympiahalle fue diseñado por la asociación de arquitectos Behnisch & Partner, quienes también fueron los encargados del diseño general del Parque Olímpico, lugar donde se ubica junto al Olympiastadion München, al Olympia Schwimmhalle y a su arena secundaria Kleine Olympiahalle.
En el 2007 fue remodelado por 50 millones de euros, donde fue ampliado y modernizado, junto con la inauguración de una nueva zona VIP y un restaurante. Para el año 2012 se instalaron nuevos asientos, mientras que en 2020 fue modernizada la climatización, iluminación y otras tecnologías, también se restauró el diseño visual original de 1972 del recinto.

## Eventos
La arena ha sido parte de diversos tipos de eventos a lo largo de su existencia, como competencias deportivas, premiaciones y conciertos.

### Deportes
Recién inaugurado el recinto fue parte de los Juegos Olímpicos de Múnich 1972, donde albergó las competiciones de balonmano y gimnasia. También ha sido sede de los Seis días de Múnich entre los años 1972 y 2009, del Campeonato Mundial de Patinaje Artístico sobre Hielo en 1974 y 1991, el Campeonato Mundial de Hockey sobre Hielo Masculino de 1975, 1983 y 1993, el Campeonato Europeo de Atletismo en Pista Cubierta de 1976, la Grand Slam Cup desde 1990 hasta 1999, el Campeonato Europeo de Baloncesto Masculino de 1993, el Campeonato Mundial de Karate de 2000, el Campeonato Mundial de Judo de 2001 y el Campeonato Europeo de Gimnasia Artística de 2022
La WWE ha realizado numerosos eventos en la arena desde 1992, siendo la más reciente en 2008.

### Música
En noviembre de 2007 fue sede de los MTV Europe Music Awards, la cual contó con Snoop Dog como presentador y con presentaciones de artistas como Amy Winehouse y Foo Fighters. También ha sido sede de conciertos de grandes artistas como Christina Aguilera, Ed Sheeran, Elton John, Green Day, Kylie Minogue, Mariah Carey, Metallica y Shakira.
| Lista de conciertos celebrados en el Olympiahalle | Lista de conciertos celebrados en el Olympiahalle | Lista de conciertos celebrados en el Olympiahalle | Lista de conciertos celebrados en el Olympiahalle      | Lista de conciertos celebrados en el Olympiahalle |
| Año                                               | Fecha                                             | Artista                                           | Tour                                                   | Asistencia                                        |
| ------------------------------------------------- | ------------------------------------------------- | ------------------------------------------------- | ------------------------------------------------------ | ------------------------------------------------- |
| 1982                                              | 23 de mayo                                        | Elton John                                        | Jump Up Tour                                           | ―                                                 |
| 1984                                              | 22 de mayo                                        | Elton John                                        | European Express Tour                                  | ―                                                 |
| 1986                                              | 29 y 30 de marzo                                  | Elton John                                        | Ice on Fire Tour                                       | ―                                                 |
| 1987                                              | 21 y 22 de julio                                  | U2                                                | The Joshua Tree Tour                                   | ―                                                 |
| 1990                                              | 16 de octubre                                     | Janet Jackson                                     | Rhythm Nation World Tour 1990                          | ―                                                 |
| 1992                                              | 20 de abril                                       | Cher                                              | Love Hurts Tour                                        | ―                                                 |
| 1992                                              | 25 de mayo                                        | U2                                                | Zoo TV Tour                                            | ―                                                 |
| 1992                                              | 9, 10 y 12 de junio                               | Elton John                                        | The One Tour                                           | ―                                                 |
| 1992                                              | 22 de noviembre                                   | Metallica                                         | Wherever We May Roam Tour                              | ―                                                 |
| 1995                                              | 1 de abril                                        | Janet Jackson                                     | Janet. World Tour                                      | ―                                                 |
| 1998                                              | 1 de mayo                                         | Janet Jackson                                     | The Velvet Rope Tour                                   | ―                                                 |
| 1999                                              | 12 y 13 de noviembre                              | Cher                                              | Do You Believe? Tour                                   | ―                                                 |
| 2000                                              | 26 de octubre                                     | Britney Spears                                    | Oops!... I Did It Again Tour                           | ―                                                 |
| 2001                                              | 15 de julio                                       | U2                                                | Elevation Tour                                         | 13,543                                            |
| 2002                                              | 3 de junio                                        | Kylie Minogue                                     | KylieFeverTour 2002                                    | ―                                                 |
| 2002                                              | 4 de junio                                        | Roger Waters                                      | In the Flesh                                           | ―                                                 |
| 2002                                              | 23 de junio                                       | Elton John                                        | Songs from the West Coast Tour                         | ―                                                 |
| 2003                                              | 12 de marzo                                       | Avril Lavigne                                     | Try to Shut Me Up Tour                                 |                                                   |
| 2003                                              | 6 de abril                                        | Shakira                                           | Tour de la Mangosta                                    | —                                                 |
| 2003                                              | 14 de octubre                                     | Christina Aguilera                                | Stripped World Tour                                    | ―                                                 |
| 2003                                              | 16 de octubre                                     | Mariah Carey                                      | Charmbracelet World Tour                               | ―                                                 |
| 2003                                              | 19 de noviembre                                   | Justin Timberlake                                 | Justified and Lovin' It Live                           | —                                                 |
| 2004                                              | 4 de marzo 8 de abril                             | Pink                                              | Try This Tour                                          | 9,970 9,339                                       |
| 2004                                              | 25 de mayo                                        | Britney Spears                                    | The Onyx Hotel Tour                                    | 8,832                                             |
| 2004                                              | 4 de junio                                        | Cher                                              | Living Proof: The Farewell Tour                        | 7,237                                             |
| 2004                                              | 26 de septiembre                                  | Avril Lavigne                                     | Bonez Tour                                             | —                                                 |
| 2005                                              | 31 de marzo                                       | Kylie Minogue                                     | Showgirl: The Greatest Hits Tour                       | ―                                                 |
| 2006                                              | 7 de octubre                                      | Pink                                              | I'm Not Dead Tour                                      | ―                                                 |
| 2007                                              | 18 y 19 de febrero                                | Shakira                                           | Tour Fijación Oral                                     | ―                                                 |
| 2007                                              | 7 de mayo                                         | Beyoncé                                           | The Beyoncé Experience                                 | ―                                                 |
| 2007                                              | 22 de mayo                                        | Justin Timberlake                                 | FutureSex/LoveShow                                     | ―                                                 |
| 2008                                              | 29 de mayo                                        | Kylie Minogue                                     | KylieX2008                                             | ―                                                 |
| 2008                                              | 26 de septiembre                                  | Coldplay                                          | Viva la Vida Tour                                      | 11,805                                            |
| 2008                                              | 19 de octubre                                     | Alicia Keys                                       | As I Am Tour                                           | ―                                                 |
| 2009                                              | 6 y 7 de abril                                    | Pink                                              | Funhouse Tour                                          | ―                                                 |
| 2009                                              | 6 de mayo                                         | Metallica                                         | World Magnetic Tour                                    | ―                                                 |
| 2009                                              | 3 de noviembre                                    | Green Day                                         | 21st Century Breakdown World Tour                      | ―                                                 |
| 2009                                              | 21 de noviembre                                   | Pink                                              | Funhouse Tour                                          | ―                                                 |
| 2010                                              | 3 de diciembre                                    | Shakira                                           | Sale el Sol World Tour                                 | ―                                                 |
| 2011                                              | 5 de marzo                                        | Kylie Minogue                                     | Aphrodite World Tour                                   | ―                                                 |
| 2011                                              | 14 de junio                                       | Elton John                                        | Greatest Hits Tour                                     | ―                                                 |
| 2011                                              | 20 de junio                                       | Roger Waters                                      | The Wall Live                                          | 9,888                                             |
| 2011                                              | 25 de octubre                                     | Rihanna                                           | The Loud Tour                                          | ―                                                 |
| 2012                                              | 25 de octubre                                     | Jennifer Lopez                                    | Dance Again World Tour                                 | 7,950                                             |
| 2013                                              | 28 de marzo                                       | Justin Bieber                                     | Believe Tour                                           | ―                                                 |
| 2013                                              | 17 de mayo                                        | One Direction                                     | Take Me Home Tour                                      | 10,283                                            |
| 2013                                              | 18 y 19 de mayo                                   | Pink                                              | The Truth About Love Tour                              | 25,855                                            |
| 2013                                              | 22 de mayo                                        | Beyoncé                                           | The Mrs. Carter Show World Tour                        | 11,857                                            |
| 2013                                              | 16 de junio                                       | Alicia Keys                                       | Set the World on Fire Tour                             | ―                                                 |
| 2013                                              | 12 de noviembre                                   | Bruno Mars                                        | The Moonshine Jungle Tour                              | ―                                                 |
| 2014                                              | 30 y 31 de octubre                                | Helene Fischer                                    | Farbenspiel Live                                       | 21,512                                            |
| 2014                                              | 17 de noviembre                                   | Ed Sheeran                                        | X Tour                                                 | 12,084                                            |
| 2014                                              | 27 de noviembre                                   | Elton John                                        | Follow the Yellow Brick Road Tour                      | 9,341                                             |
| 2015                                              | 2 de marzo                                        | Katy Perry                                        | The Prismatic World Tour                               | ―                                                 |
| 2015                                              | 10 de junio                                       | Maroon 5                                          | Maroon V Tour                                          | 11,601                                            |
| 2015                                              | 16 de diciembre                                   | Florence + The Machine                            | How Big, How Blue, How Beautiful Tour                  | ―                                                 |
| 2016                                              | 14 de abril                                       | Mariah Carey                                      | The Sweet Sweet Fantasy Tour                           | ―                                                 |
| 2016                                              | 16 de septiembre                                  | Justin Bieber                                     | Purpose World Tour                                     | 13,204                                            |
| 2016                                              | 25 de noviembre                                   | Elton John                                        | Wonderful Crazy Night Tour                             | 11,196                                            |
| 2017                                              | 20 de marzo                                       | Ed Sheeran                                        | ÷ Tour                                                 | 12,076                                            |
| 2017                                              | 27 de marzo                                       | Harry Styles                                      | Harry Styles: Live on Tour                             | 11,267                                            |
| 2017                                              | 14 de mayo                                        | Bruno Mars                                        | 24K Magic World Tour                                   | 13,005                                            |
| 2017                                              | 15 de mayo                                        | Shawn Mendes                                      | Illuminate World Tour                                  | 10,990                                            |
| 2017                                              | 31 de mayo                                        | Little Mix                                        | The Glory Days Tour                                    | 3,596                                             |
| 2017                                              | 7 de junio                                        | Green Day                                         | Revolution Radio Tour                                  | ―                                                 |
| 2018                                              | 27 y 28 de febrero 2, 3 y 4 de marzo              | Helene Fischer                                    | Helene Fischer Live                                    | 51,275                                            |
| 2018                                              | 15 de marzo                                       | Enrique Iglesias                                  | All the Hits Live                                      | ―                                                 |
| 2018                                              | 26 de abril                                       | Metallica                                         | WorldWired Tour                                        | ―                                                 |
| 2018                                              | 13 de junio                                       | Roger Waters                                      | Us + Them Tour                                         | 10,711                                            |
| 2018                                              | 17 de junio                                       | Shakira                                           | El Dorado World Tour                                   | ―                                                 |
| 2018                                              | 6 de octubre                                      | Maluma                                            | The FAME World Tour                                    | ―                                                 |
| 2019                                              | 21 de febrero                                     | Nicki Minaj                                       | The Nicki Wrld Tour                                    | ―                                                 |
| 2019                                              | 2 de marzo                                        | Florence + The Machine                            | High As Hope Tour                                      | ―                                                 |
| 2019                                              | 5 de marzo                                        | Post Malone                                       | Beerbongs & Bentleys Tour                              | 12,488                                            |
| 2019                                              | 21 de marzo                                       | Shawn Mendes                                      | Shawn Mendes: The Tour                                 | 11,257                                            |
| 2019                                              | 27 de marzo                                       | Backstreet Boys                                   | DNA World Tour                                         | 12,764                                            |
| 2019                                              | 26 de mayo 5 de julio                             | Elton John                                        | Farewell Yellow Brick Road                             | 11,108 11,532                                     |
| 2019                                              | 3 de octubre                                      | Cher                                              | Here We Go Again Tour                                  | 10,218                                            |
| 2020                                              | 3 de marzo                                        | Maluma                                            | 11:11 World Tour                                       | ―                                                 |
| 2022                                              | 22 de mayo                                        | Dua Lipa                                          | Future Nostalgia Tour                                  | 13,343                                            |
| 2022                                              | 11 de julio                                       | Harry Styles                                      | Love on Tour                                           | 13,027                                            |
| 2022                                              | 13 de julio                                       | Alicia Keys                                       | Alicia + Keys World Tour                               | ―                                                 |
| 2022                                              | 20 y 21 de octubre                                | Backstreet Boys                                   | DNA World Tour                                         | 25,383                                            |
| 2023                                              | 27 de abril                                       | Elton John                                        | Farewell Yellow Brick Road                             | ―                                                 |
| 2023                                              | 21 de mayo                                        | Roger Waters                                      | This Is Not a Drill                                    | ―                                                 |
| 2023                                              | 31 de julio 1 de agosto                           | Iron Maiden                                       | The Future Past World Tour                             | ―                                                 |
| 2023                                              | 26, 27, 29 y 30 de septiembre 1 de octubre        | Helene Fischer                                    | Rausch Live – Die Arena-Tour                           | ―                                                 |
| 2024                                              | 7 de marzo                                        | Depeche Mode                                      | Memento Mori World Tour                                | ―                                                 |
| 2024                                              | 20 de marzo                                       | Niall Horan                                       | The Show: Live on Tour                                 | ―                                                 |
| 2024                                              | 7 de junio                                        | Olivia Rodrigo                                    | Guts World Tour                                        | 12,390                                            |
| 2024                                              | 20 y 21 de agosto                                 | Justin Timberlake                                 | Forget Tomorrow World Tour                             | ―                                                 |
| 2024                                              | 20 de septiembre                                  | Jonas Brothers                                    | Jonas Brothers: Five Albums. One Night. The World Tour | ―                                                 |
| 2024                                              | 5 de octubre                                      | Janet Jackson                                     | Janet Jackson: Together Again                          | ―                                                 |
| 2024                                              | 12 de diciembre                                   | Laura Pausini                                     | World Tour Winter 2024                                 | —                                                 |
| 2025                                              | 27 de marzo                                       | Maluma                                            | +Pretty +Dirty World Tour                              | ―                                                 |
| 2025                                              | 27 de abril                                       | Twenty One Pilots                                 | The Clancy World Tour                                  | —                                                 |
| 2025                                              | 31 de mayo 1 de junio                             | Dua Lipa                                          | Radical Optimism Tour                                  | ―                                                 |
| 2025                                              | 16, 18 y 19 de septiembre                         | Drake y PartyNextDoor                             | Some Special Shows 4 U                                 | ―                                                 |
| 2025                                              | 31 de octubre                                     | Katy Perry                                        | The Lifetimes Tour                                     | ―                                                 |